# پگی میشل
 پگی میشل (انگلیسی: Peggy Michell؛ زاده ۲۸ ژانویهٔ ۱۹۰۵ درگذشته ۱۹ ژوئن ۱۹۴۱) یک تنیس‌باز اهل بریتانیا بود.